# Sypilus ferrugineus
Sypilus ferrugineus är en skalbaggsart som beskrevs av Pierre Émile Gounelle 1913. Sypilus ferrugineus ingår i släktet Sypilus och familjen långhorningar. Inga underarter finns listade i Catalogue of Life.